# سیارک ۲۱۷۱۶
سیارک ۲۱۷۱۶ (به انگلیسی: 21716 Panchamia، نامگذاری:1999RX113) بیست و یک هزار و هفتصد و شانزدهمین سیارک کشف شده‌است که در ۹ سپتامبر ۱۹۹۹ کشف شد.
قدر مطلق سیارک برابر ۱۰.۷ است.